# Association sportive de Kigali
Actualités
L'Association sportive de Kigali est un club rwandais de football basé à Kigali. 

## Histoire
Le club se classe troisième du championnat de première division lors de la saison 2013-2014. Il se classe ensuite deuxième la saison suivante, puis à nouveau deuxième en 2017-2018.
Il participe une seule fois à une compétition continentale, lors de la Coupe de la confédération 2014.

## Palmarès
- Championnat du Rwanda
  - Vice-champion : 2015, 2018 et 2021[1]

- Coupe du Rwanda
  - Vainqueur : 2001[2], 2013, 2019, 2022

- Supercoupe du Rwanda
  - Vainqueur : 2013 et 2022
  - Finaliste : 2019